# Cherokee Strip
Cherokee Strip es un lugar designado por el censo ubicado en el condado de Kern en el estado estadounidense de California. En el año 2010 tenía una población de 227 habitantes.

## Geografía
Cherokee Strip se encuentra ubicado en las coordenadas 35°28′1″N 119°15′35″O / 35.46694, -119.25972.